# پوسته‌نشین‌واران
پوسته‌نشین‌واران (نام علمی: Cucujoidea) نام یک بالاخانواده از فروراسته سوسک‌های گیاه‌خوار است.